# Anti Cimex
Anti Cimex war eine schwedische Hardcore-Punk-Band, die zu den Mitbegründern des skandinavischen D-Beat zählt. Ihre zweite Single Raped Ass wird als genreprägend bezeichnet.

## Bandgeschichte
Gegründet wurde Anti Cimex 1981 im schwedischen Göteborg von Sänger Nille, Bassist Jonsson, Gitarrist Jocke und Schlagzeuger Charlie. Der Name kommt von einem schwedischen Kammerjägerbetrieb, der diesen Namen trägt. Cimex ist der lateinische Gattungsname der Bettwanzen. Nach einigen Proben erschien die erste EP Anarkist Attack, auf der die Band noch einfachen Punk-Rock darbot. Der Stilwechsel wurde 1982 vollzogen. Zuvor hatte Sänger Nille die Band verlassen und Bassist Tomas Jonsson den Gesang übernommen. Das Trio veröffentlichte im späteren Verlauf des Jahres 1982 die EP Raped Ass, die der schwedische Musiker und Autor Daniel Ekeroth als den rauesten und brutalsten je erschienenen Hardcore und als Genreklassiker bezeichnet. Es folgten 1984 eine weitere EP (Victims of a Bomb Raid) und 1986 die EP Anti-Cimex. Nachdem der Gitarrist die Band verlassen hatte, löste sie sich 1986 auf.
1990 gelang es, mit Cliff Lundberg einen neuen Gitarristen zu gewinnen. Allerdings löste die Band sich 1993 nach zwei weiteren Studio-Alben und einem Live-Album endgültig auf. Schlagzeuger Claeson machte 2018 in einem Interview musikalische Differenzen und persönliche Entfremdung zwischen dem 400 km südlich von Göteborg lebenden Sänger Jonsson und dem Rest der Band verantwortlich.
Ehemalige Mitglieder spielten nach dem Ende der Band in anderen Gruppen wie zum Beispiel Driller Killer (Lundberg) und Wolfbrigade (Jonsson). Postum erschienen mehrere Live- und Kompilationsalben mit Musik der Band, so unter anderem auf Svart Records und Back on Black. 2005 wurde der Sampler A Tribute to Anti Cimex veröffentlicht, auf der viele Crust- und D-Beat-Bands vertreten waren, die von Anti-Cimex beeinflusst wurden, zum Beispiel Disclose (Japan), Wolfbrigade (Schweden), Ratos de Porão (Brasilien) und Doom (Vereinigtes Königreich). 2013 kamen Pläne für eine Reunion der Band auf, wurden aber nie realisiert. 2018 veröffentlichte das britische Label Dissonance Productions ein 3-CD-Set mit allen Studioaufnahmen der Band. 

## Rezeption
Das deutsche Musikmagazin Rock Hard zählt Anti-Cimex zu den „Gründungsvätern des skandinavischen Crust Punk“. Die Encyclopedia of Swedish Punk 1977-1987 bezeichnet die Band als die berühmteste schwedische Punkband ihrer Zeit.

## Diskografie
- 1982: Anarkist Attack (EP, Bullshit Recordz)
- 1983: Raped Ass (EP, A-Records)
- 1984: Victims of a Bombraid (EP, Malign Massacre Records)
- 1986: Anti-Cimex (EP, Distraught)
- 1990: Absolut Country of Sweden (CBR Records)
- 1992: Live 92 - Fucked in Finland (Live-EP, Arda Records)
- 1993: Scandinavian Jawbreaker (Discipline)